# Dubbelsteg
Dubbelsteg (passus) var ett längdmått i antikens Rom motsvarande 1,479 meter. Enheten definierades som fem fot (pes) eller två enkelsteg (gradus). Tusen dubbelsteg utgjorde en romersk mil.